# Adolf Varrentrapp

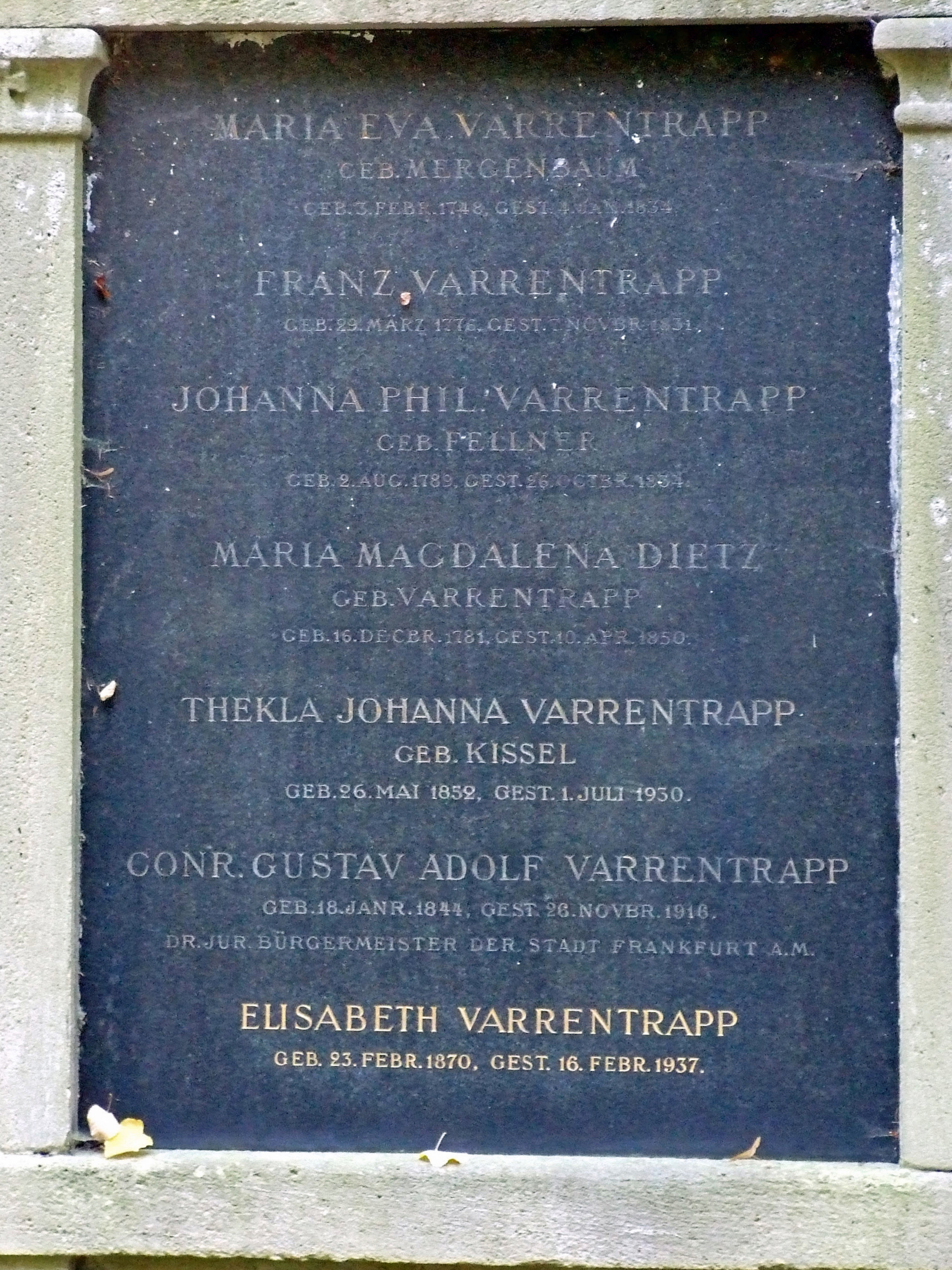
Grabtafel von Varrentrapp und Familie, auf dem Hauptfriedhof in Frankfurt

Conrad Gustav Adolf Varrentrapp (* 18. Januar 1844; † 26. November 1916) war Stadtrat und von 1899 bis 1906 Bürgermeister der Stadt Frankfurt am Main.
Er war der Sohn von Georg Varrentrapp, der ebenso in der Kommunalverwaltung Frankfurts tätig gewesen ist. Wie auch dieser bemühte er sich um ein
verbessertes Wasserversorgungssystem in Frankfurt.
Er heiratete am 12. September 1872 Thekla Johanna Kissel (* 26. Mai 1852; † 1. Juli 1930) aus Willow Bank, England. Sie war eine Tochter des Tochter des Kaufmanns Georg Kissel und der Julie geb. Schunck.